# リベラ・デル・ドゥエロ (DO)
リベラ・デル・ドゥエロ (D.O. Ribera del Duero) は、スペイン・カスティーリャ・イ・レオン州に所在するワイン産地。スペインワインの原産地呼称制度であるデノミナシオン・デ・オリヘンでは、「原産地呼称」(DO)に指定されている。ドゥエロ川の流域に沿っている。
世界的な高級ワイン産地と位置づけられており、権威あるワイン・エンスージアスト誌は2012年の世界最優秀ワイン産地にリベラ・デル・ドゥエロを選出した。

## 地域

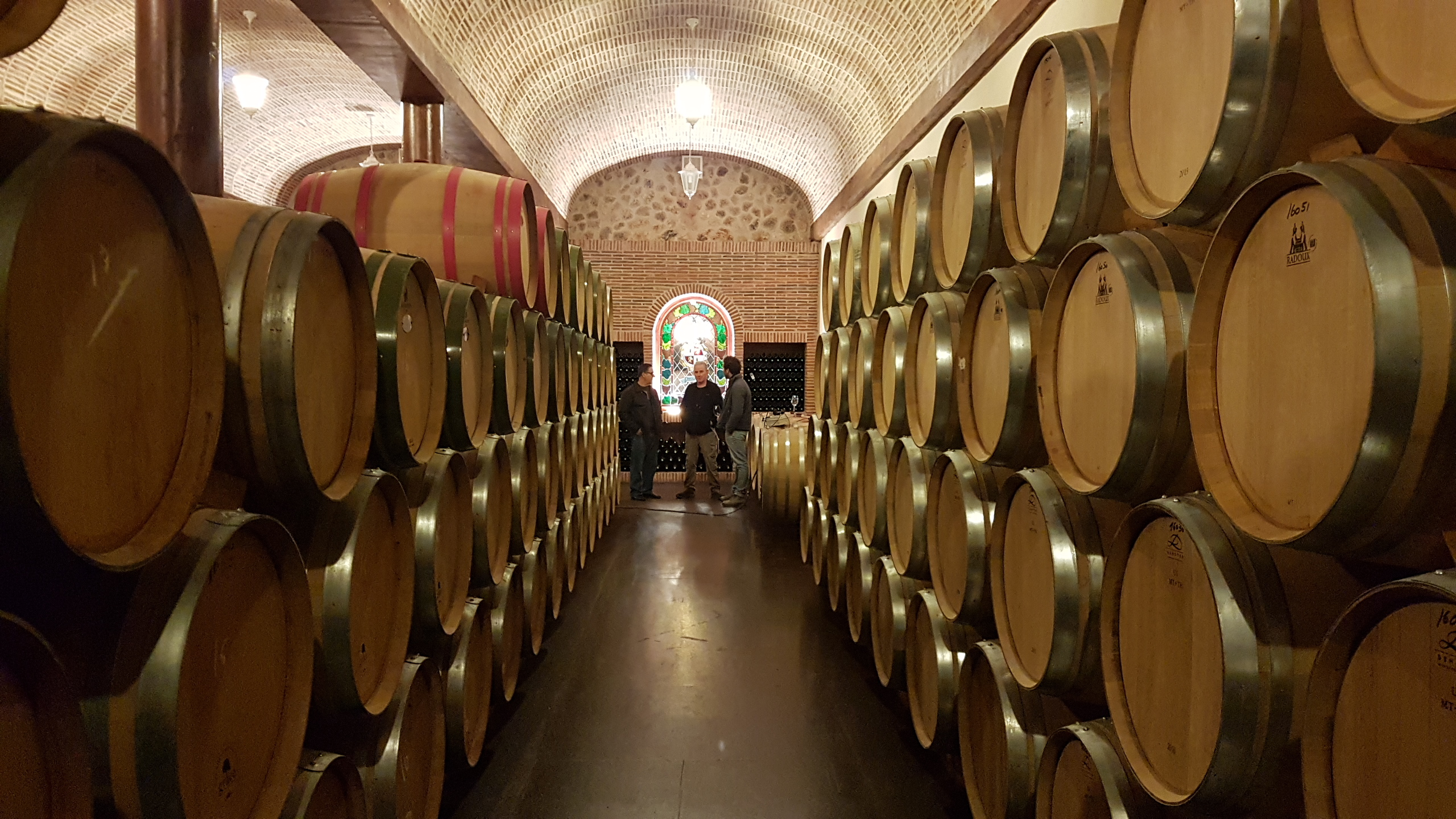
Casajúsブルゴス県地下ワイナリー。

カスティーリャ・イ・レオン州内に11ある原産地呼称ワイン産地のひとつである。リベラ・デル・ドゥエロ (DO)の中心にはアランダ・デ・ドゥエロの町がある。著名なワイナリーはペニャフィエル、ロアなどにあり、リベラ・デル・ドゥエロ原産地呼称統制委員会はロアに位置している。産地全体で約120 km2のブドウ畑があり、その大半はブルゴス県に、5 km2はバリャドリッド県に、6 km2はソリア県に位置している。原産地呼称認定産地は東西約113 km、南北約35 kmにわたっており、ドゥエロ川沿いに270を超えるワイナリーが存在する。

## テロワール

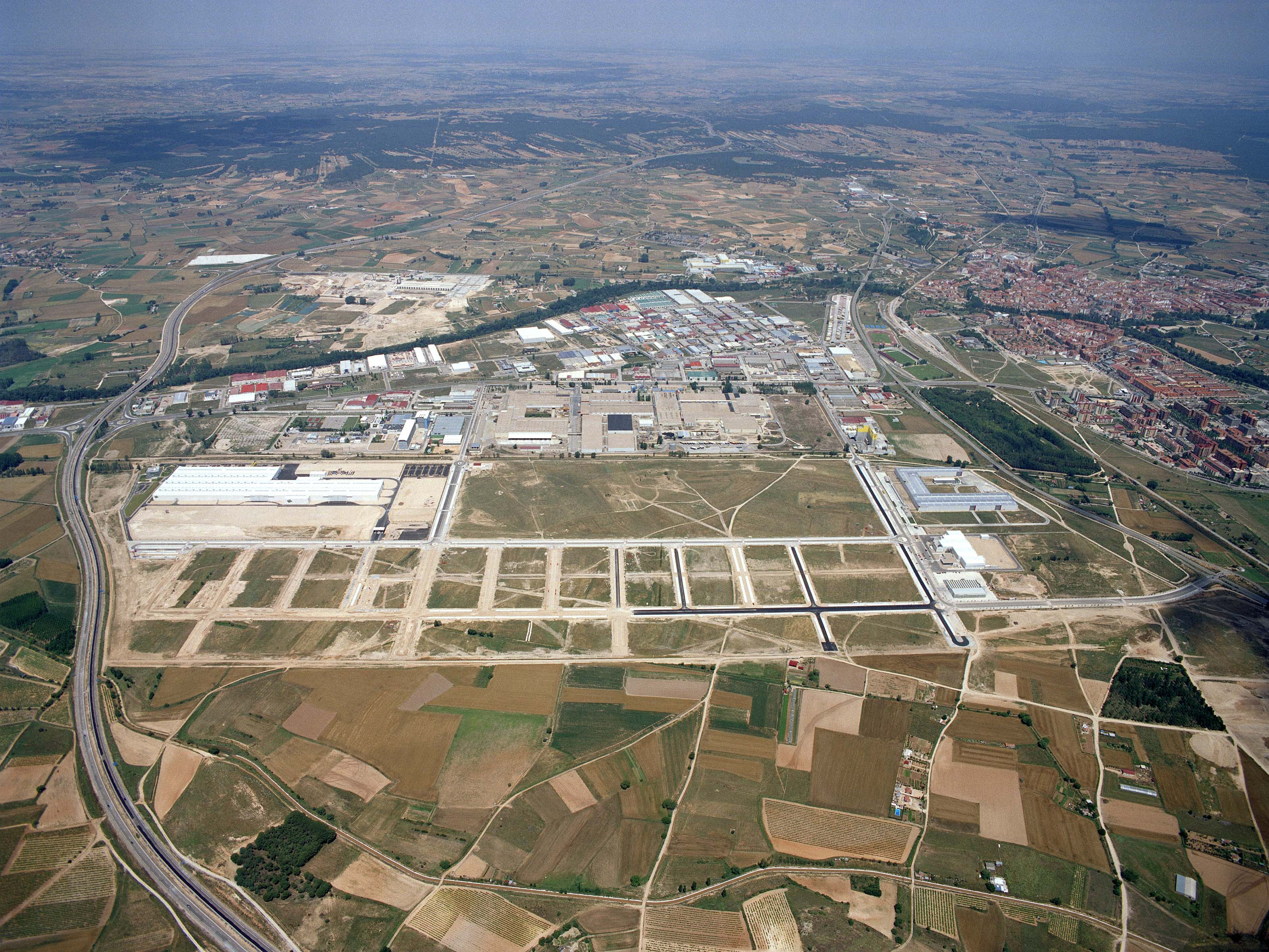
アランダ・デル・ドゥエロの町（右）とその周辺

### 地勢
カスティーリャ・イ・レオン州は標高約700 mの広大なメセタの上にあり、東から西に向かって州内をドゥエロ川が横断している。中央部に州都バリャドリッドがあり、バリャドリッドからドゥエロ川を上流に遡った位置にリベラ・デル・ドゥエロがある。ブドウ畑の大部分は標高2,500フィート（762 m）から3,000フィート（914 m）の間に広がり、主にドゥエロ川に面した段丘上にある。
ドゥエロ川はリベラ・デル・ドゥエロを流れた後に、トロを中心とするトロ (DO)やルエダを中心とするルエダ (DO)を流れる。国境を超えてポルトガル領に入るとドウロ川と名を変え、ポート・ワインの産地であるポルトで大西洋に注いでいる。

### 気候
大西洋から遠く離れたメセタにあるため大陸性気候であり、夏季は摂氏40度を超えるなど暑く乾燥し、冬季は摂氏マイナス18度を下回るなど厳しい寒さとなる。年降水量は約500 mmであり、夏季にドゥエロ川からブドウ畑の斜面に立ち上る霧で暑さや乾燥が緩和される。春季には稀に早霜が訪れ、収量不足からブドウ価格が高騰することがある。年間日照量は約2,400時間である。この地域は日較差が大きいことも特徴であり、昼間と夜間の気温差はブドウに糖度、バランス、骨格、個性などを与える。

### 土壌
地質学的には、シルトや粘土質の砂の層と、石灰岩・泥灰土・白亜質の凝固物などが折り重なった、第三紀の堆積物からなる。ドゥエロ川の谷は中新世に形成され、標高911 mから750 mの範囲で緩やかな起伏を見せている。

## 歴史
この地域でのワイン生産の歴史が2000年以上前に遡ることは、1970年代になってバニョス・デ・バルデアラードスで発掘された、酒の神バックスの66 m2にも及ぶモザイクによって証明されている。12世紀にフランス・ブルゴーニュ地方のクリュニーからリベラ・デル・ドゥエロにやってきたベネディクト会修道士が本格的なブドウ栽培の文化をもたらした可能性がある。
中世のカスティーリャ・イ・レオン地方では、黒白のブドウ品種がブレンドされたアルコール度数の高いクラレッテと呼ばれるワインが生産されており、現存するスペイン最古の大学であるサラマンカ大学の学徒たちにも飲まれていた。クリストファー・コロンブスは新大陸への航海の際にアルコール度数の高いトロ (DO)産の赤ワインを樽に詰めて船に積んだ。
20世紀初頭にはベガ・シシリア社の赤ワインの存在がヨーロッパのワイン通の耳に届いていた。1980年代にはアレハンドロ・フェルナンデスが設立したペスケラ社の赤ワインが、国際的なワイン評論家であるロバート・パーカーに絶賛されている。産地内外からの投資によって現代的な醸造設備や新たな技術が導入され、産地全体の品質水準が向上した。この地域のワイン生産者とブドウ栽培者によって、1982年7月21日にリベラ・デル・ドゥエロ原産地呼称統制委員会が設立され、スペインの原産地呼称制度であるデノミナシオン・デ・オリヘン(DO)において「原産地呼称」(DO)に認定された。統制委員会はワインの品質管理と統制基準の適用のために設置されている。
1980年代にはわずか12のワイナリーしかなかったが、2000年には100以上に増加した。2008年にはイギリスのデキャンター誌によって、「原産地呼称」の上位区分である「特選原産地呼称」(DOCa)への昇格準備中であると報じられたが、実際には「原産地呼称」に留まっている。他地域出身の経験豊富な生産者が相次いでリベラ・デル・ドゥエロに進出しており、彼らの存在によって大きな注目を集めている。

## ワイン生産

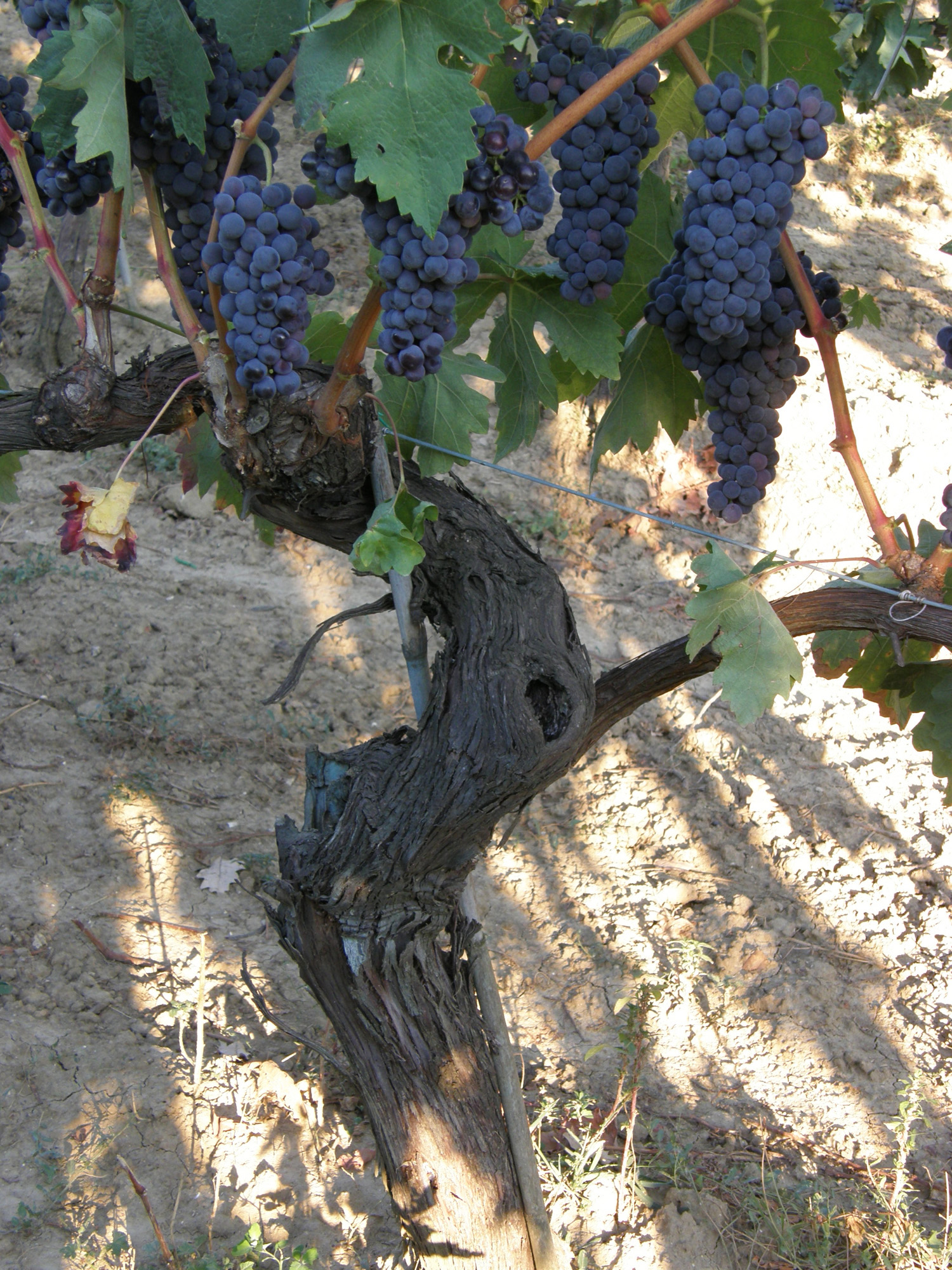
主品種であるティント・フィノ種

### 黒ブドウ品種
リベラ・デル・ドゥエロでは圧倒的に黒ブドウ品種が多く栽培されている。主要品種はリオハ (DOC)と同じくテンプラニーリョ種であり、リベラ・デル・ドゥエロでは一般的にティント・フィノ種と呼ばれる。ティント・フィノ種はスペインの他の黒ブドウよりも数週間早く成熟する早生品種であり、成熟期が100日を超えることはないため、秋季に降水量が多いリベラ・デル・ドゥエロに適しているとされる。この品種はリオハ、ペネデス (DO)、ナバーラ (DO)など、スペイン北部の高品質ワイン産地に欠かせない品種となっている。
原産地呼称認定ワインにはティント・フィノ種を75%以上使用する規定（赤ワインの場合）がある。原産地呼称統制員会は、ガルナッチャ種、マルベック種、カベルネ・ソーヴィニヨン種、メルロー種、アルビーリョ種（唯一の白品種）をブレンドすることも認可している。ペスケラ社の「ティント・ペスケラ」はティント・フィノ種を100%使用して生産されたセパージュワイン（ヴァラエタル、単一品種醸造）である。ベガ・シシリア社は伝統的にティント・フィノ種をボルドー品種（メルロー種、カベルネ・ソーヴィニヨン種、マルベック種）などとブレンドさせていたため、この地域出身でないアレハンドロ・フェルナンデスのペスケラ社がティント・フィノ種のセパージュワインを初めて生産した際には多少の物議を醸した。

### 白ブドウ品種
リベラ・デル・ドゥエロ原産地呼称統制員会は唯一の白品種であるアルビーリョ種を除けば黒ブドウ品種のみを認可しているため、リベラ・デル・ドゥエロの白ブドウから生産されたワインは原産地呼称(DO)である「D.O.リベラ・デル・ドゥエロ」として販売することができず、保護地理表示(IGP)である「IGPカスティーリャ・イ・レオン」として販売するほかになかった。IGPカスティーリャ・イ・レオンの白ワインはこの地域全体の3%以下であるが、2015年には原産地呼称統制員会が白ブドウ品種の認可に向けて動き始め、アルビーリョ種、ピルレス種、マルバシーア種、ビウラ種、ベルデホ種、アルバリーニョ種、オンダラビ・スリ種、パロミノ種、シャルドネ種、リースリング種、ソーヴィニヨン・ブラン種、トレイシャドゥーラ種、ヴィオニエ種が認可される予定である。

### ブドウ栽培
約210 km2（約51,000エーカー）のブドウ畑の約1/3には樹齢50年以上の樹が植えられ、3%は樹齢100年以上の古樹である。原産地呼称統制委員会は1エーカーあたり3.1トンまでの収量を許可しているが、実際には平均収量は1エーカーあたり1.6トンに過ぎず、この低収量が品質の高さの重要なファクターとなっている。

### ワイン醸造
リオハとリベラ・デル・ドゥエロにはいくつかの類似点がある。テロワール（地勢・気候・土壌など土地固有の諸条件）の違いによってワインの特徴は異なるが、ともにとても複雑な醸造手順を用いた長期熟成を選択し、長寿のワインを生産する傾向にある。熟成期間の要件はリオハと同様である。
- クリアンサ
  - 最低24か月熟成。うち最低12か月はオーク樽内で熟成。
- レセルバ
  - 最低36か月熟成。うち最低12か月はオーク樽内で熟成。
- グラン・レセルバ
  - 最低60か月熟成。うち最低24か月はオーク樽内で熟成。

## 生産者
リベラ・デル・ドゥエロでもっとも著名な生産者はベガ・シシリア社であり、1981年にセント・ポール大聖堂で行われたチャールズ3世（当時皇太子）とダイアナの結婚祝賀パーティではベガ・シシリア社のワインが使用された。ペスケラ・デ・ドゥエロの町はアレハンドロ・フェルナンデスが設立したペスケラ社で知られている。国際的なワイン評論家のロバート・パーカーはペスケラ社を「スペインのペトリュス」と称している。スコットランド人サッカー指導者のアレックス・ファーガソンはペスケラ社のワインを愛好しており、「果実味あふれる魅力的な赤」と評している。ラ・オラの町はその安定した品質のために地元で尊敬されており、ラ・オラに拠点を置くビニャ・サストレ社はこの地域で尊敬されている生産者のひとつである。デンマーク出身のピーター・シセックが1991年に設立したドミニオ・デ・ピングス社は、1995年に出した「ピングス」の初ヴィンテージがスペイン初のパーカーポイント(PP)100点を記録したことで話題となった。
その他の著名なワイナリーには、ボデガス・アリオン社、アシエンダ・モナステリオ社などがあり、いずれも「ラ・ミリャ・デ・オロ」（黄金の1マイル）と呼ばれる地域に所在する。

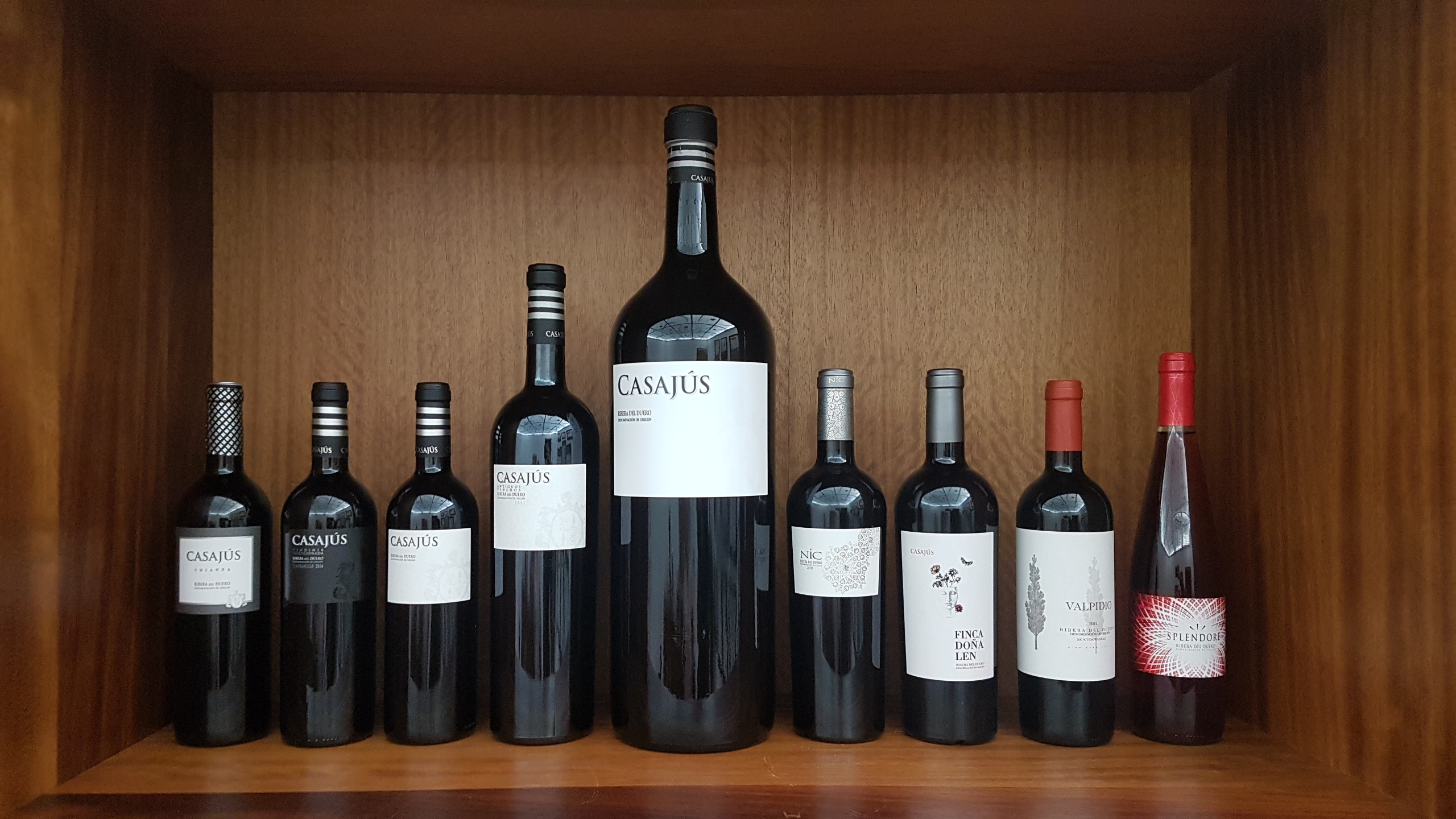
Casajúsワイナリーに属するボトル
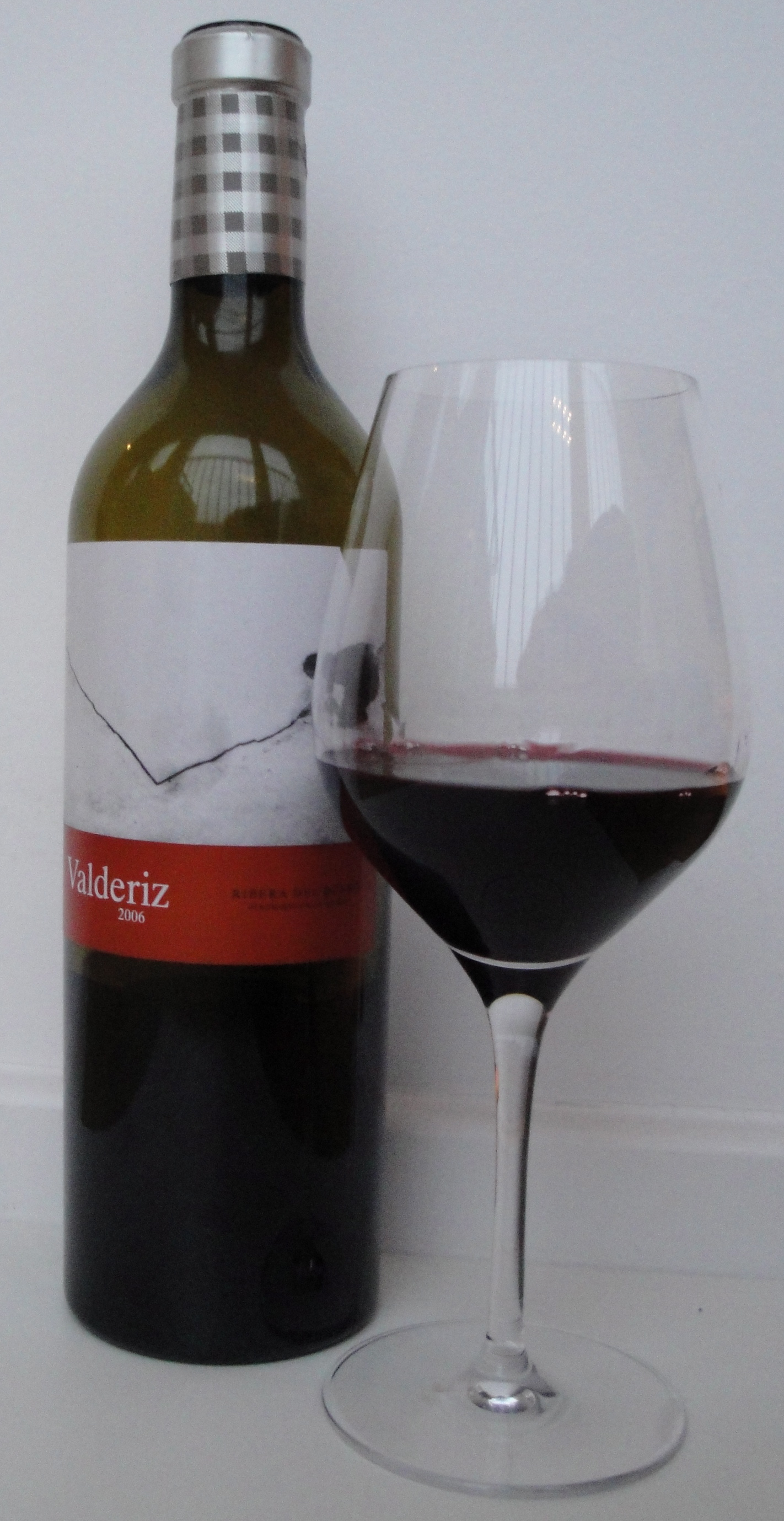
リベラ・デル・ドゥエロの赤ワイン
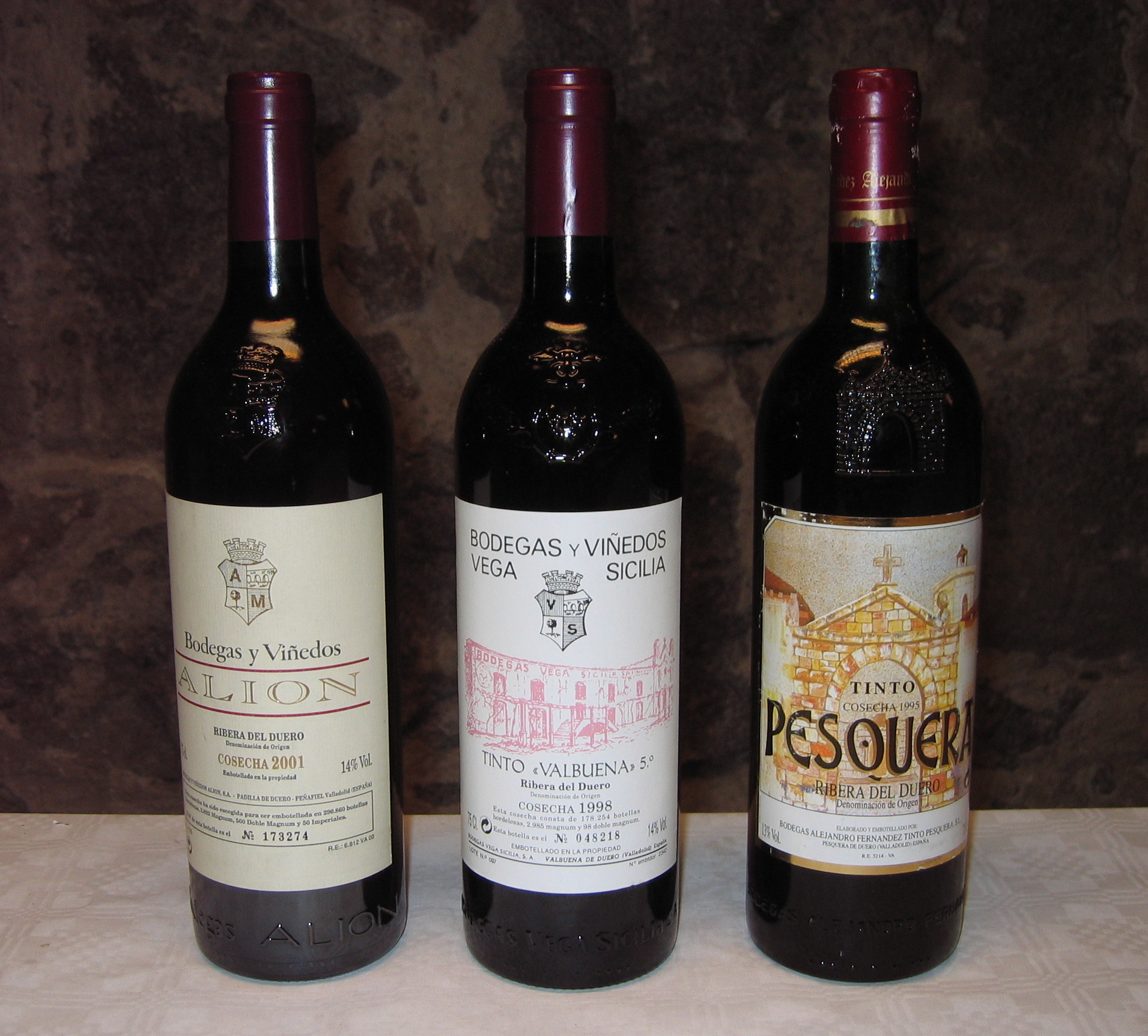
アリオン社、ベガ・シシリア社、ペスケラ社のワイン
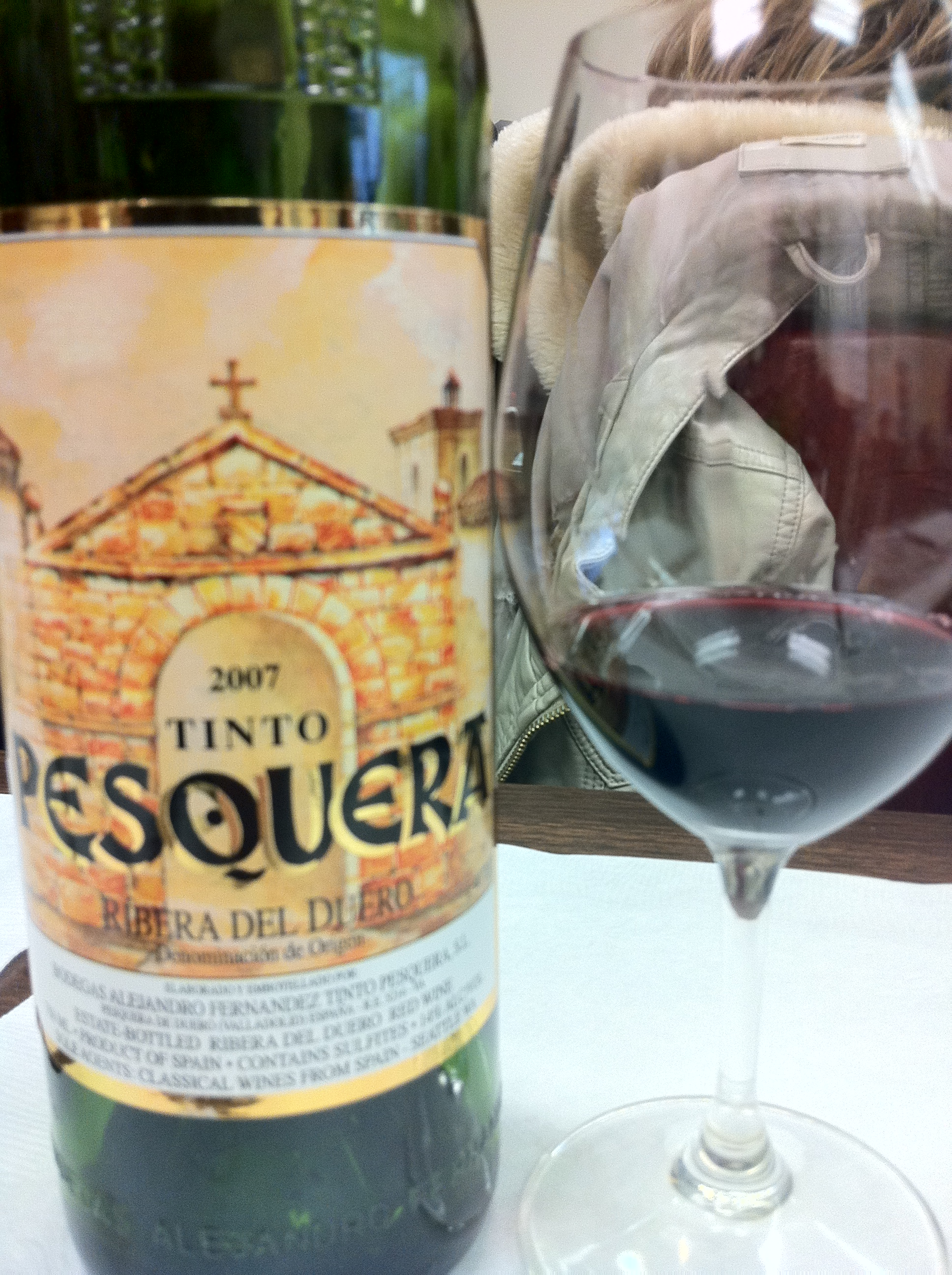
ペスケラ社のワイン
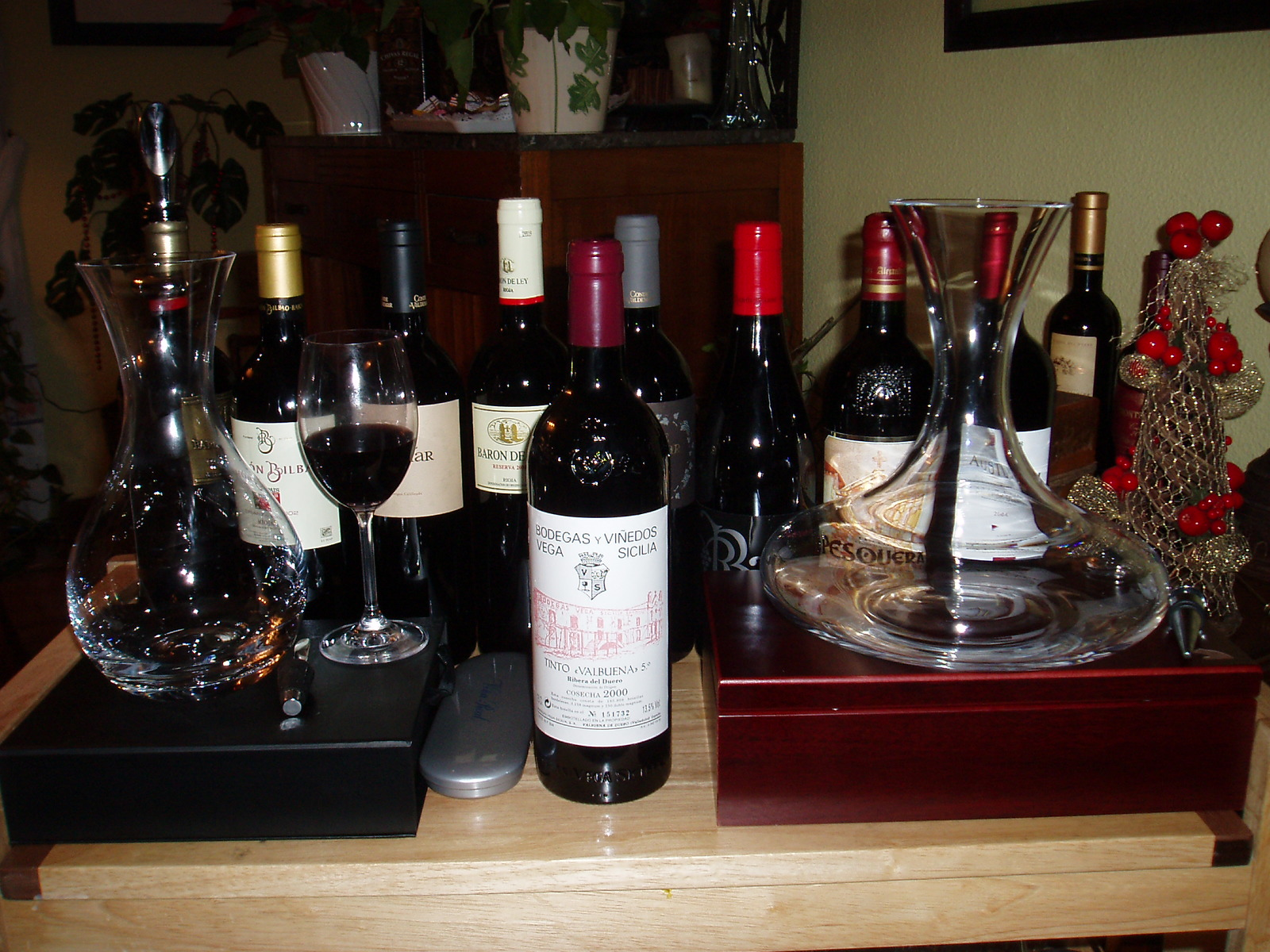
ベガ・シシリア社のワイン

## 認定自治体
ブルゴス県

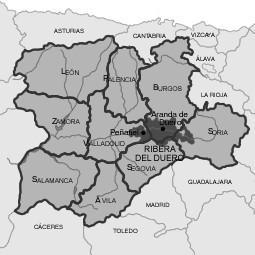
カスティーリャ・イ・レオン州におけるDO認定範囲（黒）

アドラダ・デ・アサ、ラ・アギレラ、アンギス、アランダ・デ・ドゥエロ、バニョス・デ・バルデラードス、ベルランガス・デ・ロア、ボアダ・デ・ロア、カレルエガ、カンピーリョ・デ・アランダ、カストリーリョ・デ・ラ・ベガ、フレスニーリョ・デ・ラス・ドゥエニャス、フエンテセン、フエンテルセスペド、フエンテリセンド、フエンテモリーノス、フエンテネブロ、フエンテスピーナ、グミエル・デ・イサン、グミエル・デル・メルカド、グスマン、アサ、オンタンガス、オントリア・デ・バルデラードス、ラ・オラ、オジャレス・デ・ロア、マンブリーリャ・デ・カストレホン、ミラグロス、モラディーリョ・デ・ロア、ナバ・デ・ロア、オルメディーリョ・デ・ロア、パルディーリャ、ペドロサ・デ・ドゥエロ、ペニャランダ・デ・ドゥエロ、ケマーダ、キンタナ・デル・ドゥエロ、キンタナマンビルゴ、ロア、サン・フアン・デル・モンテ、サン・マルティン・デ・ルビアレス、サンタ・クルス・デ・ラ・サルセダ、ラ・クエバ・デ・ロア、ラ・セケラ・デ・アサ、ソティーリョ・デ・ラ・リベラ、トレガリンド、バドコンデス、バルカバド・デ・ロア、バルデサテ、ラ・ビド、テラディリョス・デ・エスゲバ、トルトレス・デ・エスゲバ、トゥビーリャ・デル・ラゴ、バルデアンデ、ビリャルバ・デ・ドゥエロ、ビリャルビーリャ・デ・グミエル、ビリャエスクサ・デ・ロア、ビリャヌエバ・デ・グミエル、ビリャトゥエルダ、ビリョベラ・デ・エスゲバ、サスアール、スソーネス（60自治体）
セゴビア県
アルデオルノ、オンルビア・デ・ラ・クエスタ、モンテッホ・デ・ラ・ベガ・デ・ラ・セレスエラ、ビリャベルデ・デ・モンテホ（4自治体）
ソリア県
サン・エステバン・デ・ゴルマス、アルデア・デ・サン・エステバン、アタウタ、イネス、マタンサ・デ・ソリア、オルミーリョス、ペドラハ・デ・サン・エステバン、ペニャルバ・デ・サン・エステバン、キンタニーリャ・デ・トレス・バリオス、レハス・デ・サン・エステバン、ソト・デ・サン・エステバン、ベリーリャ・デ・サン・エステバン、ビリャルバロ、ランガ・デ・ドゥエロ、カスティリェッホ・デ・ロブレド、ミーニョ・デ・サン・エステバン、アルクビーリャ・デ・アベリャネーダ、アルコバ・デ・ラ・トーレ、アルクビーリャ・デル・マルケス（19自治体）
バリャドリッド県
ボコス・デ・ドゥエロ、カナレハス・デ・ペニャフィエル、カストリーリョ・デ・ドゥエロ、クリエル・デ・ドゥエロ、フォンペドラサ、マンサニーリョ、オリバレス・デ・ドゥエロ、オルモス・デ・ペニャフィエル、ペニャフィエル、ペスケラ・デル・ドゥエロ、ピニェル・デ・アバホ、ピニェル・デ・アリバ、キンタニーリャ・デ・アリバ、キンタニーリャ・デ・オネシモ、ラバノ、ロトゥラス、トーレ・デ・ペニャフィエル、バルブエナ・デ・ドゥエロ、バルデアルコス・デ・ラ・ベガ（19自治体）